# WASH Media Award
Wash Media Award är ett pris som ges till journalister som genom sitt arbete belyser frågor om och betydelsen av vatten, sanitet och hygien. Priset delas ut av Water Supply and Sanitation Collaborative Council (WSSCC) och Stockholm International Water Institute (SIWI) vart annat år sedan 2001.

## Tidigare pristagare
- 2004-2006: Nadia El-Awady, journalist från Egypten och redaktör för "Islam Online". Hennes journalistiska arbete belyser de olika hoten mot Nilen.
- 2007-2008:
  - Windred Onyimbo, Kenya - Engelskspråkig kategori, Trans World Radio, för hennes radioreportage "Disease in a bottle"
  - Claudine Efoa Atohoun, Benin  - Fransk kategori, Office of Radio and Television, för hennes radioreportage "Dassa, la commune des 41 collines"
  - Cátia Toffoletto, Brasilien - Spansk kategori, CBN - Radio São Paulo, för hennes radioreportage "Water, the waste condemning São-Paulo"
  - Ms Salome Gregory Sumbya, Tanzania - kategorin jämställdhet, Mwananchi Communications Ltd, för hennes artikel "This is Same, where fetching water means children miss classes"